# Ine Plovie
Ine (Inneke) Plovie (1981) is een Belgische voormalige atlete, die gespecialiseerd was in de sprint en de middellange afstand. Ze werd tweemaal Belgisch kampioene.

## Loopbaan
Plovie werd in 2003 Belgisch indoorkampioene op de 400 m. In 2005 veroverde ze ook de indoortitel op de 800 m..
Plovie was bij de jeugd aangesloten bij Olympic Brugge. Vanaf 2001 was ze actief bij KAA Gent. Met die club werd ze tussen 2003 en 2005 driemaal interclubkampioen.

## Belgische kampioenschappen
Indoor
| Onderdeel | Jaar |
| --------- | ---- |
| 400 m     | 2003 |
| 800 m     | 2005 |

## Persoonlijke records
Outdoor
| Onderdeel | Prestatie | Datum        | Plaats  |
| --------- | --------- | ------------ | ------- |
| 400 m     | 55,35 s   | 30 juli 2005 | Ninove  |
| 800 m     | 2.06,99   | 23 juli 2005 | Heusden |

Indoor
| Onderdeel | Prestatie | Datum           | Plaats |
| --------- | --------- | --------------- | ------ |
| 400 m     | 56,44 s   | 26 januari 2003 | Gent   |
| 800 m     | 2.08,74   | 30 januari 2005 | Gent   |

## Palmares

### 400 m
- 2000:  BK AC – 57,88 s
- 2001:  BK AC – 55,91 s
- 2003:  BK AC indoor – 56,94 s
- 2003:  BK AC – 55,68 s

### 800 m
- 2004:  BK AC indoor – 2.10,97
- 2004:  BK AC – 2.08,75
- 2005:  BK AC indoor – 2.08,78
- 2005:  BK AC – 2.07,15